# 映画ドラえもん 新・のび太の大魔境 〜ペコと5人の探検隊〜
- ドラえもん > ドラえもんの派生作品 > ドラえもん (2005年のテレビアニメ)  > ドラえもん映画作品 > 映画ドラえもん 新・のび太の大魔境 〜ペコと5人の探検隊〜
- ドラえもん > 大長編ドラえもん > ドラえもん のび太の大魔境 > 映画ドラえもん 新・のび太の大魔境 〜ペコと5人の探検隊〜

『映画ドラえもん 新・のび太の大魔境 〜ペコと5人の探検隊〜』（えいがドラえもん しん のびたのだいまきょう ペコとごにんのたんけんたい）は、2014年の日本のSFコメディアニメ映画。藤子・F・不二雄の漫画『ドラえもん のび太の大魔境』を原作とした、映画「ドラえもん」シリーズの第34作。監督は八鍬新之介、脚本は清水東が務める。

## 概要
テレビアニメ第2作2期声優陣としては第9作目で、1982年3月13日に公開された『ドラえもん のび太の大魔境』のリメイク。藤子・F・不二雄生誕80周年、テレビアニメ35周年、テレビ朝日開局55周年記念作品となっている。
2013年12月26日に、お笑いコンビのCOWCOWが応援隊長として就任、同時に当作品にゲストとして出演することが決定。さらに2014年1月22日にはゲスト声優の追加が発表され、サベール役に『ドラえもん のび太と奇跡の島 〜アニマル アドベンチャー〜』で出演経験のある小栗旬、スピアナ姫役はフリーアナウンサーの夏目三久が演じることが決定した。
『ドラえもん のび太の新魔界大冒険 〜7人の魔法使い〜』以来7年ぶりに、オープニングアニメーション内でタイトルロゴが表示された。その一方、『のび太の新魔界大冒険』を除くリメイク作品同様、今作自体の漫画版やアナザーストーリーである超特別編は描かれておらず、第1期を含めると『ドラえもん のび太のパラレル西遊記』以来、映画に関する新作ストーリー漫画が描かれない作品となった。
エンドロールでは、藤子プロのクレジット表記の隣に、社名ロゴタイプが映画ドラえもん史上では初めて使用された。また、「おわり」の文字が『ドラえもん』のロゴタイプを模した意匠が凝らされている。
2014年6月14日には上海国際映画祭に本作が出品され、衡山電影院で行われた舞台挨拶には監督の八鍬と声優の水田わさびが登壇した。
これまではDVD、ブルーレイは通年12月に発売されていたが、2014年は『STAND BY ME ドラえもん』の公開（8月8日）に合わせる形で8月6日にスペシャル版、通常版がDVD、ブルーレイそれぞれで発売され、本作以降も8月上旬に発売されるようになる。また、『ドラえもん 新・のび太と鉄人兵団 〜はばたけ 天使たち〜』で登場したDVDとブルーレイが同封されたファミリーパックは本作以降発売されない。

## 作風
第2期映画シリーズとしては『ドラえもん のび太の恐竜2006』と同じくドラミが登場しない作品でもある。ドラミの未登場も含め、これまでのリメイク作品のような主要な新キャラクターは後述のバーナードとブルテリの2人であるが、この2人はモブキャラクターに多少の個性が付いた程度であり、主要完全オリジナルキャラクターは登場しない。これについて監督の八鍬は「新しいキャラクターを加えるよりも原作に描かれているキャラクターを深く掘り下げていく」とし、中心となるジャイアンやペコたち登場キャラクターの心情や、舞台となるバウワンコ王国の情景描写などを新たに描き込んでいる。物語もほぼ原作（大長編ドラえもん）を踏襲した展開をしており、これまで主要新キャラクターや新展開という大幅なアレンジを取り入れて制作された過去のリメイク作品と比較すると一線を画す作りとなっている。
テレビシリーズおよび原作とのつながりを感じさせる要素も特徴で、これまでの映画作品ではキャラクターデザイン・背景美術がテレビシリーズと作風の差別化が図られていたが、本作ではテレビシリーズとほぼ同様の作風で描写されている。音楽面では各キャラクターソングのアレンジBGMや、オープニングテーマ『夢をかなえてドラえもん』の合唱バージョンが流され、本作のオリジナルシーンである夜中にのび太とペコが会話する場面では、のび太が「な、なんと!!のび太が百点とった!!」を思わせる話をしている。またリメイク同様、未来から本編終了後のドラえもんたち5人が助っ人として加わり、「10人の外国人」が成立する。そのため終了時には5人が前述通り、過去の自分たちに助っ人として応援に行くところで話は終了するため、物語の冒険は終わらずに終了する。

## あらすじ
夏休みのある日、前人未到の大魔境を探検したいと思い立ったジャイアンとスネ夫は、ドラえもんに未知の大魔境を探させようとする。無理な要求かに思われたが、のび太が空き地で拾った犬のペコが自家用衛星のカメラを操作した結果、写真の中からアフリカの秘境 “ヘビー・スモーカーズ・フォレスト” に佇む謎の巨神像が発見される。前述の4人にしずかとペコを加えた探検隊はどこでもドアでアフリカに向かい、目標地点の100km手前から探検を開始する。
初日、探検ムードを出すためにドラえもんはひみつ道具を使用し、アフリカのジャングルで猛獣たちと戦いスリルを味わいながら冒険した。夕方になり空き地に戻ったドラえもんたちだが、猛獣たちから襲われる役ばかりでご機嫌斜めになったジャイアンは「探検ごっこはもうやめだ!!」と探検の中止を宣言して家に帰ってしまう。その夜、ジャイアンは自身の部屋で幻の巨神像を目の前にする。巨神像はジャイアンにサインペンで書いた宝の地図を授けて消えていった。
次の日、宝の地図の真偽には半信半疑ながらも、一行は再び大冒険へ出発する。しかし、「探検ムードを壊すひみつ道具は全部空き地に置いて行こう」というジャイアンの提案で、前の日に使ったひみつ道具を全て空き地に置いていくことになった。船で川を遡上して目的地に向かおうとする一同だが、巨大なワニの群れが現れた上、ジャイアンが舵を忘れたせいで船は沈没し、どこでもドアは空き地の粗大ごみと間違われて破壊され、脱出手段も日本へ帰る手段も失ってしまう。しかし、そこに現れた原住民がワニを退治して一行を救った。その夜、原住民の長老から巨神像があるというバウワンコの謎について話を聞くことができたが、ジャイアンの神にそむく言葉に怒った原住民たちは一行を村から追放する。やむなくキャンピングハットの中で、一夜を明かすことになった一行だが、ジャイアンは自分のせいで皆を窮地に追いやった責任を抱えて苛立ち、部屋に閉じこもって号泣してしまった。
翌日、少ないひみつ道具を駆使してサバンナを越え、「オドロンドロの谷」に辿り着き「死霊の国」の謎を解いたその時、ペコが突然二足歩行になって話し始める。ペコの正体は進化した犬の国・バウワンコ王国の王子クンタックだった。彼は大臣のダブランダーに父を暗殺され、王国から命からがら逃げ出した末に日本へ辿り着いたという。王国を乗っ取ったダブランダーは封印されていた古代兵器を復活させて、人間世界をも侵略するための計画を開始したという。
ドラえもんたちはペコを助けることを決意し、「国が乱れるとき、10人の外国人が現れ、巨神の心を動かす」という予言に従って巨神像内部への侵入を企む。しかし、待ち伏せを受けた一同は古代兵器の空爆によって窮地に陥ってしまう。覚悟を決めたペコは1人で巨神像へ向かうが、意を決したジャイアンがそれに続くと、ドラえもんら4人も後を追い、遂に全員が心を一つにする。巨神像へ突入する直前、のび太の「予言の外国人、あとの5人はとうとう来なかったね」という言葉を聞いたしずかちゃんは「先取り約束機」を使ったアイデアを思い付き、5人の外国人……すなわち未来から来た自分たちを呼び出す事に成功する。
新たに5人の味方とひみつ道具を手に入れたドラえもんたちは激戦の末に巨神像を動かしてダブランダー軍の古代兵器を一掃。敗走したダブランダーは蜂起した市民に追い詰められ、巨神像の攻撃で気絶する。こうして遂にペコは王として復権し、バウワンコ王国は救われた。ドラえもんたちは王国の歓待を受けたあと日本へ帰国するが、「過去の自分たちを救う」という約束を果たす為に、タイムマシンでもう一度戦いに向かうのだった。

## 声の出演
レギュラー
- ドラえもん - 水田わさび
- 野比のび太 - 大原めぐみ
- 源静香（しずか） - かかずゆみ
- 剛田武（ジャイアン） - 木村昴

旧作同様、彼がメインで活躍も多い。
- 骨川スネ夫 - 関智一
- 野比玉子（のび太のママ） - 三石琴乃
- 野比のび助（のび太のパパ） - 松本保典
- 出木杉英才 - 萩野志保子（テレビ朝日アナウンサー）
- 神成さん - 宝亀克寿

## ゲストキャラクター
ペコ / クンタック王子
声 - 小林ゆう
バウワンコ王国の王子。ダブランダーの陰謀（後述）により、王国から人間界へ流され、日本とアフリカを結ぶ貨物船に迷い込み、日本まで来た。ドラえもん達と日本語で会話してるが、原作や旧作とは異なり日本語を覚えた経緯については言及がない。そしてのび太のママが落とした通帳入りのバックを見つけたことでママに認められ、ペコという名前（由来はのび太が会った時は腹ペコだったから）で飼われることとなった。ドラえもん達の冒険にも参加し、王国が近付いた時に正体を明かした。剣の名手でもあり、バーナードとブルテリに襲われていたチッポを剣術を駆使して助けた（原作、旧作とは異なり剣術を披露したのはこの1シーンのみ）。新たに追加されたのび太との会話で父親であろう王を救えず、姫や国民の苦しみに対して無力な自分が指導者にふさわしいのか苦悩していると語っていた。最終決戦後に城のバルコニーからスピアナ姫やドラえもんたちと共に集まった国民たちの声援に応えていた（その代わり、旧作、原作でのパレードがカットされている）。ドラえもんたちとの別れの後、新国王バウワンコ109世として王国の復興への誓いを宣言した。
チッポ
声 - 坂本千夏
両親が武器製造の為に強制徴用されてから何も食べていなかったため、 空腹に耐えかねてバーナードの弁当を盗み食いしてしまい、彼に捕らえられたところをペコに助けられる。その後は、ペコたちに協力していたが、最終決戦を前にペコから両親の元に帰るように諭される。その後、両親との再会を果たし、王子（ペコ）達がダブランダーに対して立ち上がったことを教えて、国民蜂起のきっかけを作った。ペコとドラえもんたちの別れの場にも立ち会っている。
ブルスス
声 - 広瀬正志
王国の親衛隊長。旧作よりも明るい毛並みをしている。多数の兵士を相手にするため木を引っこ抜き振り回すほどの力持ちで、ペコ（クンタック王子）も「国で一番頼りになる男」と信頼している。後述のダブランダーの陰謀により失脚・投獄されたが、王子達に救助され、巨神像へ向かう一同に道を切り開く為に殿となって戦った。決戦後も無事に生還しており、親衛隊長へ復帰を果たした。
コス博士
声 - 宮澤正
古代兵器の研究をしている科学者。旧作とは見た目がかなり異なる。ダブランダーの陰謀に協力しており、空飛ぶ船の旗艦に搭乗してドラえもん達を迎え撃つも、動き出した巨神像に旗艦を破壊されて地表に落下する。旧作では旗艦の爆発に巻き込まれて生死不明だったが、本作では原作と同様に生存しており、王子にダブランダーの行き先を問われるとあっさり白状した。
ブルテリ & バーナード
声 - 多田健二、山田善し
サベール隊長の腹心で傲慢な兵士ではあるが、実は小心者でもある。最終決戦後にペコ（クンタック国王）の雑用係に降格され、宴会では皿洗いを受け持った。
スピアナ姫
声 - 夏目三久
クンタック王子の婚約者。王子の無実と生存を信じている。軟禁されながらも、国民のために祈りをささげ大臣にも屈しない気丈な性格であるが、王子と無事に再会を果たした時には涙を流していた。リメイク前とリメイク後では外見が大きく異なる。
サベール隊長
声 - 小栗旬
隻眼の親衛隊長で非常に有能な兵士。ダブランダーと結託して後述の陰謀を行い、王子を直接手にかけた（剣術で追い込み、結果として崖から落とした）。加えて前任の親衛隊長であったブルススを失脚させ、その地位につき前述のブルテリ & バーナードを中心とした部下を率いている。チッポが運転するツチブタ車とすれ違う際にドラえもん達の匂いを感じ、停止させて積荷を調べるなど高い察知能力を持つが、変身ドリンクで農作物に変身していたドラえもんたちを見破ることまではできなかった。その後、チッポに車を止めさせたことを素直に謝罪している。また、その剣の腕は凄まじく、のび太との死闘では持った者を剣の達人にするひみつ道具「秘剣電光丸」をバッテリー切れに追い込んだ。捨て身に転じて飛びかかったのび太を突き殺そうとしたが、巨人像が起動した際の揺れで体勢を崩してしまい、のび太の斬撃で兜ごと脳天を一刀両断されて敗北。振り向きざまに「見事だ」とのび太を称えながら気絶した。その直後、巨神像が動き始めた際に彼が倒れていた通路も崩落したと思われるが、その後の消息は不明。
ダブランダー
声 - 飯塚昭三
バウワンコ王国の大臣。古代兵器を駆使して世界の王となる陰謀のため、国王を殺害し、その罪を王子に着せた張本人。王子がいなくなった後は王国を支配しているが、古代兵器を作るために国民達を強制労働させる暴君振りから国民からの人望は皆無である。またスピアナ姫にも執着しており、執拗に妻になるように言い寄っているが相手にされていない。王国に戻って来た王子が立ち上がって戦い挑んできたが慌てることなく対処してきたが、10人の外国人が揃い巨神像が動き出してからは形勢が逆転してしまい、加えて王子と行動を共にしていたチッポが両親をはじめとする国民にそのことを話したことで一斉蜂起が起こり、次第に追い込まれていき、最終手段としてスピアナ姫を道連れにしようとするが、駆け付けた巨神像が壊した壁の直撃を受けて倒れた。
シュナウザー（クンタック王子の世話係）
声- 菅原淳一
ドール（スピアナ姫の世話係）
声 - 菅谷弥生
シバ & コリーヌ（チッポの両親）
声 - 柳沢栄治（シバ）、大原さやか（コリーヌ）
バウワンコ108世
声 - なし
息子であるクンタック王子（ペコ）とスピアナ姫との婚約前夜に、ダブランダーによって王子がプレゼントした杯を用いて暗殺（毒殺）されてしまう。
ゴリラ
声 - 武田幸史
首長竜のロボット
声 - 倉富亮

## 用語
バウワンコ王国
アフリカ中央付近のジャングル奥地、ヘビー・スモーカーズ・フォレストとオドロンドロの谷によって外界とは完全に隔絶された地球最後の秘境。猿が進化して知能をもった外界とは異なり、犬が進化し知能を得た独自の生態系を持つ。5000年ほど前に優れた科学技術や軍事技術を持っていたが、国の平和と安定のために放棄した。なお、科学技術は進歩しているものの、社会構成･文化については人間界の古代ローマに似たものとなっている。
ヘビー・スモーカーズ・フォレスト
アフリカにあるコンゴ民主共和国のコンゴ盆地に存在する秘境。英語で「タバコ好きの森」を意味する名前の通り、上空が常に霧で覆われており、衛星写真でも全く撮影のできない現代の秘境である。ドラえもんのひみつ道具である小型人工衛星の透視機能によって、その内部に謎の巨神像が存在することが初めて確認された。
オドロンドロの谷
バウワンコ王国を取り囲むように存在する深い谷。その底には死霊の国が存在すると言われており、人魂が飛び回ったり不気味な呻き声が響いている。しかし、人魂の正体は発光バクテリアが付着した昆虫で、不気味な声は地底から噴き出す火山蒸気に過ぎなかった。
巨神像
バウワンコの守り神である巨大な像（正体はロボット）。5000年以上前に古代兵器を封印した初代国王が建造した。起動することにより動かすことができる。言い伝えでは10人の外国人によって起動されるとされている。心臓部を動かして（回転）しまえば、あとは自動的に動くようになる（原作、旧作では、これに加えてペコのペンダントによる操縦も必要である）。旧作同様にホログラムでは拳から雷撃を放つが、これには物理的な攻撃力がある模様で、ライオンの群れを撃退した。旧作とは異なり、稼働の際には雷雲を呼び、像に雷が落ちる。
古代兵器
5000年以上前に王国で封印されていた「空飛ぶ船」やそれらを率いる艦隊旗艦、「火を吐く車」などの軍事兵器。火炎放射砲や爆雷を装備する。コス博士により再現され、強制徴用された市民たちによって量産される。空飛ぶ船のデザインは旧作とほぼ同じだが、火を吐く車には犬の顔のような意匠が追加されている。また、原作・旧作での艦隊旗艦は「空飛ぶ船」をそのまま大型化したようなデザインだったが、本作ではうつぶせ姿勢の犬のような形に変更され、後述の遠吠え砲が搭載されているなど全く別物になっている。
遠吠え砲
「空飛ぶ船」艦隊旗艦の艦首に搭載された兵器。犬の顔を模した艦首の前面が展開し、遠吠えのような音と共にエネルギーを発射する兵器で巨人像をも倒す威力を持っている（コス博士曰く「山をも砕く」とのこと）。旧作での艦載大型ドリルに相当する。一旦は巨人像を倒したもののすぐに起き上がられてしまい、とどめを刺すために近づいていた旗艦は逃げ切れずにつかまれて真っ二つに破壊されてしまう。
ツチブタ
王国で馬車を引いたりと生活に使われる家畜。実在のツチブタと形は似ているが、外界の牛馬並みに大きい。

## スタッフ
監督はテレビシリーズの演出を手がけてきた八鍬新之介が初監督を務める。前作『ドラえもん のび太のひみつ道具博物館』に引き続き、脚本は清水東、キャラクターデザインは丸山宏一が担当し、前作では不在だった総作画監督に『ドラえもん のび太と奇跡の島 〜アニマル アドベンチャー〜』でキャラクターデザインを務めた大城勝が登板している。また、演出は『ドラえもん 新・のび太と鉄人兵団 〜はばたけ 天使たち〜』より担当していた山岡実から、テレビシリーズおよび映画で作画監督や原画を務めてきた岡野慎吾に交代し、美術監督もテレビシリーズを担当してきた清水としゆきが務めている。清水が映画ドラえもんで美術監督を務めるのは『ドラえもん のび太のワンニャン時空伝』以来10年ぶりとなる。
| 原作                             | 藤子・F・不二雄 |
| 脚本                             | 清水東 |
| キャラクターデザイン             | 丸山宏一 |
| 総作画監督                       | 大城勝 |
| 美術監督                         | 清水としゆき |
| 撮影監督                         | 末弘孝史 |
| 編集                             | 小島俊彦 |
| 録音監督                         | 田中章喜 |
| 効果                             | 糸川幸良 |
| 音楽                             | 沢田完 |
| チーフプロデューサー             | 増子相二郎 川北桃子 大倉俊輔 斎藤満 |
| 監督                             | 八鍬新之介 |
| 絵コンテ                         | 八鍬新之介 |
| 演出                             | 岡野慎吾 |
| 作画監督                         | 西村貴世 松井祐子 秦洋美 小澤早依子 |
| メカ作画監督・プロップデザイン   | 鈴木勤 |
| オープニング原画                 | 林静香 |
| エンディング原画                 | 丸山宏一 |
| 原画                             | 末吉裕一郎 大塚正実 高倉佳彦 山口晋 桝田浩史 三輪修 仁井学 関修一 諏訪真弘 加来由加里 吉田正幸 箕輪博子 新井伸浩 玉置敬子 松井啓一郎 鈴木彩史 千葉ゆみ 加来哲郎 山下将仁 永作友克 土屋祐太 シンー・ペイジ 佐古宗一郎 又賀大介 八木郁乃 上田幸一郎 中本和樹 篠原真紀子 角張仁美 吉田優子 堤舞 松田真路 松永絵美 手塚江美 遠藤正明 茂木琢次 田中孝弘 後村武 梶原賢二 岡昭彦 藤原巧和 伊藤康裕 工藤友靖 林志保 戸部敦夫 安藤義信 松尾慎 伊藤秀次 酒井和男 山口明子 前田義宏 浅野直之 内田シンヤ 秦綾子 西村貴世 松井祐子 秦洋美 小澤早依子 大城勝 鈴木勤 |
| 第二原画                         | 大武正枝 五十嵐直子 岸野美智 原佳寿美 長谷川文香 高田小知代 山崎浩平 山本祐希江 穂坂史織 曽々木安恵 鈴木大司 こすぎなほこ 仲川明希 武藤信宏 栗原美樹 西村理恵 中村進也 植竹康彦 木下千恵 鄧佳湄 海老原尚樹 AI ライデンフィルム ドラゴンプロ Wish |
| 動画検査                         | 堀江佑 |
| 動画                             | ベガエンタテイメント 松村美佳 染川仁菜 宮本美智子 濱田友美 髙士亜衣 屋宜優 神谷由季 川重希 関根奈穂 長谷川夏美 オープロダクション 岩切君枝 小川麻衣 佐伯行信 田中陽子 辻仁子 本田康明 山本芽以 平岩聡 Ryosuke Murahashi スノーライトスタッフ 林千馬 小池和里 長谷沼沙織 江部賢 森下智美 スタジオエル 磯部智子 國井実可子 西村理恵 牧野清香 小山優貴子 佐藤弘幸 樋口純一 奥田富美子 向井理江 高野悠 菅原まどか Wish 嶋村孝太 山本真夕子 鈴木三音子 王みつき 石橋佳奈 稲葉彩夏 西田政司 太観アニメ Zhang Gang Wang Xiaozheng Nan Hai Wu Xiaosong Ma Cong Du Benmao 旭プロダクション 黄薇霓 長谷部なつみ 笛木優奈 穂阪ゆきな ORANGE RYU JA YOUNG HAN SONG HEE SON SEON AH JEONG HYUN JEONG KIM JEONG SOON PARK NAN HEE KIM JUNG LAN HONG KYOUNG MI KIM HYE JUNG CHOI YOON KYEONG SUH YOON JOO LEE YOUN JU YOU SU OK CHO EUN SUN LEE KYUNG MI SON YOUNG JU KIMU MIN JEONG 藤野京子 八木綾乃 桜沢裕美 家野尚代 清水由紀子 神戸佑太 岡崎あずさ 宮健太 今村洋輝 ドラゴンプロ |
| 色彩設計                         | 松谷早苗 |
| 色指定・検査                     | 倉内美幸 |
| 仕上                             | ベガエンタテイメント 高橋めぐみ 田野美寿穂 竹内ゆり スタジオエル 近藤直登 尾道澄子 高畑亜津子 服部洋子 鈴木ようこ 砂川渚 角美智子 小野淳 前島渚 古滝龍馬 海賀一樹 沼田千晶 都丸陽子 中西礼子 丹波美佳 鈴木愛子 Wish 伊藤敦子 石川直樹 砂原直子 千葉陽子 山瀬仁美 金子美郷 串田阿耶芽 関有加里 中東瞳 藤田舞 小林美紀 畑野聡美 スタジオ・タージ 土屋透治 宮原奈緒子 南龍介 小栁寿志 畑中章行 奥村絵美 箕輪裕子 池田陽子 ORANGE AN YOUNG AE JUNG HYE RA LEE MYEONG SOON KIM EUN HEE KIM SEON MI JUN EUN JOO OH KYUNG HEE CHOI SU KYOUNG MOON SUNG HEY SHIN HYUN JUNG BU JI HEE LEE YEON JU LEE JI YOUNG PARK CHAN IL |
| 背景                             | アトリエローク07 皆谷透 楜澤裕香 沼井信朗 鈴木聡 石田晶子 高大浩 伊澤美恵 渡邉美穂 スタジオ・ユニ 米田隆裕 鈴木朗 川口美射 中島美枝子 天水勝 池田玲子 永井由香 本多美紀 宮良子 ベガエンタテイメント 土橋誠 知本祐太 JEE SEOGU KANG MIHYANG ATELIER KARO NARA Animation GACHI Production アトリエブーカ テレコム・アニメーションフィルム スタジオ WHO 美峰 野村正信 扇山秋仁 DO QUYEN NGUYEN KHAM LY HUONG CAO LIEM NGO KHANG NGUYEN HA LE AN CHUC HA HUYNH LINH NGUYEN DUNG PHAN LIBM HOANG NGUYEN NGUYEN NGHI NGUYEN HIEN アートチーム・コンボイ 岡部眞由美 金美京 朴宰佑 辛守賢 金惠珍 |
| 撮影                             | アニメフィルム |
| 監修                             | 熊谷正弘 |
| コンポジット                     | 桶田一展 西山朋広 山田廣明 倉田佳美 木次美則 鈴木浩司 下村博文 松澤秀子 大森美奈子 手塚智鶴子 梅田俊之 |
| 特殊効果                         | 佐藤香織 エースクリエイション ライトフット M.S.C グラフィニカ マッシュアップ |
| CG制作                           | オクティグラフィカ 神林憲和 沖田貢靖 橋本美紀 本間潤樹 伊藤聡志 TSUBAKI 田辺正章 unknownCASE inc. 中村幸憲 崎山敦嗣 加島裕幸 |
| 編集スタジオ                     | 岡安プロモーション |
| 編集助手                         | 藤本理子 |
| 背景音楽制作                     | 音楽録音エンジニア 青柳延幸 アシスタントエンジニア 波房渉 岸本浩幸 中内茂治 鈴木誠 コーディネート 関谷典子 制作協力 澤原豊 長田直也 吉田奈生 菅原奈月 |
| 音響制作                         | AUDIO PLANNING U |
| 録音スタジオ                     | APU MEGURO STUDIO |
| ミキサー                         | 山本寿 |
| アシスタント・ミキサー           | 小沼則義 |
| ダイアログ・エディター           | 田口信孝 村越直 |
| 音響制作デスク                   | 穂積千愛 |
| 音響効果                         | グループ・アンド・アイ |
| デジタル光学録音                 | 西尾昇 |
|                                  | ドルビーデジタル・サラウンドEX 一部上映館を除く |
| ドルビーフィルム・コンサルタント | 河東努 森幹生 コンチネンタルファーイースト(株) |
| 現像                             | 東京現像所 |
| HD編集                           | 山本洋平 金沢佳明 |
| DCPマスタリング                  | 千木良保宣 脇坂美緒 |
| フィルムレコーディング           | 増田悦史 |
| タイミング                       | 湯澤祐一 |
| ラボ・デスク                     | 丸山裕子 |
| ラボ・マネージメント             | 井上純一 近藤桂司 酒見弘人 |
| アニメーション協力               | ベガエンタテイメント 松土隆二 笠木昇 滝島久美子 河村武雄 馬場潤 |
| 掲載                             | 小学館の児童誌 めばえ てれびくん 幼稚園 月刊コロコロコミック 学習幼稚園 別冊コロコロコミック 小学一年生 コロコロイチバン! 小学二年生 ぷっちぐみ |
| 宣伝プロデューサー               | 土肥直人 |
| 宣伝                             | 秋山智美 西尾朱音 篠原由樹夫 芝山瑞季 酒井源司 |
| 予告編制作管理                   | 蔦川亜希 |
| 予告編ディレクション             | 野々市谷有美 佐藤睦 |
| 予告編CG                         | 津田輝王 関口里織 |
| トータル アートディレクション    | 村井香里 |
| グラフィック・デザイン           | 有泉勝一 佐藤良美 |
| オフィシャルWEB                  | 村田大典 蓮沼祐治 |
| おまけ映像                       | 大杉宜弘 杉崎聡 増泉路子 |
| プロモーション プロデュース      | 山田卓司 |
| 協力                             | HTB北海道テレビ ABA青森朝日放送 岩手朝日テレビ 東日本放送 秋田朝日放送 山形テレビ 福島放送 UK新潟テレビ21 abn長野朝日放送 静岡朝日テレビ HAB北陸朝日放送 メ～テレ 朝日放送 広島ホームテレビ 山口朝日放送 瀬戸内海放送 eat愛媛朝日テレビ 九州朝日放送 長崎文化放送 熊本朝日放送 大分朝日放送 鹿児島放送 琉球朝日放送 ★ 川崎市 藤子・F・不二雄ミュージアム |
| 制作進行                         | 岡野孝規 中村和喜 佐藤大真 田原麻美 河西麻利子 宇佐美翔平 谷澤吉紀 |
| 制作デスク                       | 中島進 武井健 岡田麻衣子 |
| アシスタントプロデューサー       | 横山幸恵 |
| プロデューサー                   | 鶴崎りか 岸本隆宏 齋藤敦 中世古裕美 大金修一 沢辺伸政 |
| 「映画ドラえもん」制作委員会     | 石関暁 小西麻理 徳山雅記 牧野ひろみ 吉田冠 山﨑由里佳 小沢清人 小野仁 水谷誠也 神田エミイ亜希子 和田修治 高木智悌 堤直之 浅田幸男 佐藤絵里子 白戸博久 嶋根惇 浅井美佳 中沢利洋 大槻育宏 塙智行 間瀬謙介 佐藤龍伸 山守貴子 佐藤理絵 大塚薫 佐藤隆一 福原望 尾﨑瑞季 伊藤悠公 佐藤航洋 篠田芳彦 森文彦 尾﨑美香 清水智美 池田光子 小西佑平 |
| 制作                             | 藤子プロ FUJIKO PRO 小学館 テレビ朝日 ADK ShoPro シンエイ動画 |
|                                  | ©藤子プロ・小学館・テレビ朝日・シンエイ・ADK 2014 |

## 主題歌
オープニングテーマ「夢をかなえてドラえもん」
作詞・作曲 - 黒須克彦 / 編曲 - 大久保薫 / 歌 - mao / コーラス - ひまわりキッズ（コロムビア）
エンディングテーマ「光のシグナル」
作詞 - せんせい（東京カランコロン） / 作曲 - 中谷あつこ / 編曲 - 鈴木雅也 / 歌 - Kis-My-Ft2（avex trax）
MV（ミュージックビデオ）としてドラえもん制作スタッフによる新作アニメも制作された。特典DVDに「MUSIC VIDEO -アニメver.-」として収録。
テレビシリーズエンディングテーマとしても、2014年1月17日-5月2日放送分で使用された。また映画ドラえもんの主題歌をジャニーズ事務所所属のグループが歌うのは初めてである。
劇中歌
「友達」
作詞・作曲 - 多田慎也 / 編曲 - NAOKI-T / 歌 - 木村昴
「夢をかなえてドラえもん合唱バージョン」
作詞・作曲 - 黒須克彦 / 編曲 - 沢田完 / 歌 - ひばり児童合唱団
テレビシリーズエンディングテーマとしても、2014年5月16日-5月30日放送分で使用された。

## おまけ映像
第2期映画シリーズでは恒例となった、エンドロール後のおまけ映像の内容は、ドラえもんの鈴に星が重なり、赤いマスクを身に付けたドラえもんのシルエットが映し出されるというもので、宇宙を背景に2015年春の公開が告知された（これまで通りブルーレイやDVDにも収録）。その後、『ドラえもん のび太の宇宙英雄記』であることが正式に発表された。おまけ映像後は「春ドラの次は、夏ドラです。」というキャッチフレーズとともに、『STAND BY ME ドラえもん』の予告映像が流された（こちらはブルーレイやDVDには未収録）。

## 興行成績
全国361スクリーンで公開され、2014年3月8、9日の初日2日間で興収6億35万6700円、動員53万554人となり、映画観客動員ランキング（興行通信社調べ）で初登場第1位を記録。また、ぴあの調査による初日満足度ランキングでは満足度92.0を獲得し、第1位となっている。翌週に『アナと雪の女王』に首位を阻まれても、4週連続で2位をキープした。最終興行収入は35億8000万円だった。

## 関連企画

### 国民的ワンワンコンテスト2014
小学館各誌や各企業で募集された、犬にちなんだイラストコンテストで最優秀賞はエンディングで紹介。

### ドラえもん on 表紙
今映画と藤子・F・不二雄生誕80周年記念として、ドラえもんが2014年2月15日から4月7日まで発売の小学館の雑誌全51誌の表紙を飾った。

### 大人だけのドラえもんオールナイト
『大人だけのドラえもんオールナイト@お台場シネマメディアージュ』は2014年3月7日に今作と共に『のび太の魔界大冒険』『のび太の日本誕生』を上映。

### ポッドキャスト
ポッドキャスト『Do-Radio 映画チャン★ドラジオ』が映画記念として期間限定で復活。(現在は公開終了)

### 巨神像に会いに行こう!
ドラえもんtheよこはまワンダーランド
2014年3月9日に横浜赤レンガ倉庫で開催。全長5メートルの巨神像の撮影会、ひみつ道具を持った20体のドラえもん展示、ウォータースクリーンによる映像ショーを開催。
ドラえもんのひみつ道具 自家用衛星を体験しよう!
Google Earthを使い自家用衛星風の体験ができる。世界のおどろきスポットや近隣映画館の紹介を表示。

### ぼくらのおきなわ離島大魔境ツアー
『ドラえもんといく「日本最南端」大自然の島々へ!ぼくらのおきなわ離島大魔境ツアー 〜家族でわくわく大冒険!〜』は2014年3月15日から4月7日まで映画に関連した石垣島観光ツアー。

### 家庭用ゲーム
ニンテンドー3DSソフト『ゲームドラえもん 新・のび太の大魔境 〜ペコと5人の探検隊〜』。フリューより2014年3月6日発売。映画を題材にした、ペコやドラえもんたち6人を操作するアクションゲーム。

### 原画展・大長編ドラえもんのび太の大魔境と世界最古の相棒たち
藤子・F・不二雄ミュージアムにおいて、2014年1月30日から6月30日までの間、藤子・F・不二雄作品に登場する「犬」のキャラクターを集めた原画展。